# Phil Ramone
Philip Ramone (Sudafrica, 5 gennaio 1934 – New York, 30 marzo 2013) è stato un produttore discografico, violinista e compositore statunitense, nato in Sudafrica. Nel 1958 è stato uno dei fondatori dello studio di registrazione A & R Recording, in cui hanno registrato tantissimi importanti artisti.

## Biografia e carriera
Nato in Sudafrica, si è trasferito a Brooklyn e ha iniziato a suonare il violino all'età di tre anni.
A 24 anni, nel 1958, ha cofondato lo studio di registrazione A & R Recording insieme a Jack Arnold (le iniziali A & R stanno proprio per Arnold e Ramone). Tantissimi sono gli artisti di livello mondiale che hanno registrato nello studio, sito al 112 di West 48th Strett a New York; tra questi vi sono Elton John, Burt Bacharach, Bono, Ray Charles, Bob Dylan, Natalie Cole, Gloria Estefan, Aretha Franklin, Billie Hughes, Billy Joel, Quincy Jones, B.B. King, Lazarus, Paul McCartney, Madonna, Luciano Pavarotti, Liza Minnelli, George Michael, James Taylor, Rod Stewart, Stevie Wonder, Frank Sinatra, Paul Simon, Sinéad O'Connor, Richard Marx, Shelby Lynne, Anne Murray, Marilyn Monroe (lì è stata registrata la celeberrima Happy Birthday to You dedicata al Presidente John F. Kennedy), Olivia Newton-John, Peter, Paul and Mary, The Guess Who, Dionne Warwick e tantissimi altri.
Negli anni '60 ha lavorato con artisti jazz tra cui John Coltrane. Ha vinto il suo primo Grammy Award nel 1964 grazie al lavoro fatto sul disco Getz/Gilberto. Negli anni '70 ha collaborato soprattutto con artisti folk, rock e R'n'B (Aretha Franklin, Bob Dylan, James Taylor). Negli anni '70-'80 ha prodotto molti dischi di Billy Joel.

## Innovazioni tecniche
È suo il primo album discografico distribuito nel formato CD: si tratta della versione giapponese (distribuita dalla Sony) dell'album 52nd Street di Billy Joel.
Sua è anche l'introduzione del suono surround nei film.

## Vita privata
Era sposato con la cantante e attrice Karen Kamon, nota per il brano Manhunt inserito nella colonna sonora del film Flashdance. La coppia ha avuto tre figli.
È deceduto a New York dopo un aneurisma all'aorta all'età di 79 anni.

## Premi
Ha ricevuto 33 nomination ai Grammy Awards, vincendone 14 incluso uno straordinario nel 2005 per il contributo e l'innovazione riconosciuti nei confronti dell'industria discografica.
Inoltre ha vinto nel 1973 l'Emmy Award.